# Triângulo de Penrose

O triângulo de Penrose

O triângulo de Penrose, também conhecido como a tribarra, é um objeto impossível. Foi criado pelo artista sueco Oscar Reutersvärd, em 1934. O matemático Roger Penrose o popularizou na década de 1950, descrevendo-o como "impossível em sua forma pura". Aparece proeminentemente nos trabalhos do artista M.C. Escher, como por exemplo, em Subindo e Descendo.
A tribarra parece ser um objeto sólido, feito de três barras entrelaçadas que se encontram aos pares nos ângulos retos dos vértices dos triângulos que formam.
Essa combinação de propriedades não pode ser realizada por qualquer objeto tridimensional. Mesmo assim, existem formas tridimensionais sólidas que, quando vistas de um certo ângulo, parecem ter todas as características citadas no parágrafo anterior.

## Formação do triângulo de Penrose a partir de figuras parciais

Formação do triângulo de Penrose (à direita) a partir de duas figuras parciais reais perceptíveis

Se a parte esquerda da figura for movida paralelamente para a direita até que o seu bordo horizontal superior coincida com o bordo horizontal superior da parte central, o triângulo de Penrose (à direita) é criado pela sobreposição das duas partes. As duas primeiras vistas parciais do triângulo de Penrose são perceptíveis individualmente, enquanto a tribarra resultante representa uma figura impossível.

## Outros polígonos
O conceito do triângulo de Penrose pode ser estendido a outros polígonos, fazendo, por exemplo, o "Quadrado de Penrose", mas o efeito visual não é o mesmo.

Quadrado de Penrose
Pentágono de Penrose
Hexágono de Penrose
Octógono de Penrose